# レモ/第1の挑戦
『レモ/第1の挑戦』（レモ/だいいちのちょうせん原題：Remo Williams: The Adventure Begins）は、1985年製作のアメリカ合衆国のアクション映画。ガイ・ハミルトン監督。
リチャード・サピア、ウォーレン・マーフィー原作のベストセラー小説「デストロイヤー」の映画化。朝鮮の武術シナンジュを体得した主人公レモ・ウィリアムズが軍事産業の陰謀と戦う。

## ストーリー
ニューヨーク市警察の刑事サムはある日、政府のエージェント・マクレリーによって死を偽装され、さらに顔を整形手術されて別人に仕立て上げられ、“レモ・ウィリアムズ”という新しい名前を与えられた。
マクレリーの属する組織は、大統領直属のハロルド・スミス指揮のもと、法律の手の届かない強大な悪を秘かに抹殺する秘密組織であり、サムはその組織のために働く暗殺者に選ばれたのだ。
レモは完璧な暗殺者になるべく、チュンという年老いた韓国人のもとで修業することになった。チュンは朝鮮の古武術シナンジュの名手で、弾丸すらもよけることのできる身軽さを持っていた。レモは修業の末、シナンジュを体得、そんな彼に早速、組織から指令が下る。
標的は、軍需産業の大物ジョージ・グローヴ。彼は陸軍のワトソン将軍と組んでハープ衛星防衛システムを開発し、それを独占しようとしていた。
レモはグローヴ社からハープ衛星に関する情報の詰め込まれたコンピュータ・ディスクを盗み出し、ハープ衛星のとんでもない中身を知り、グローヴの陰謀阻止に動き出す。

## キャスト
| 役名                     | 俳優                         | 日本語吹替                                                                                   | 日本語吹替 |
| 役名                     | 俳優                         | テレビ朝日版                                                                                 | 機内上映版 |
| ------------------------ | ---------------------------- | -------------------------------------------------------------------------------------------- | ---------- |
| サム／レモ・ウィリアムズ | フレッド・ウォード           | 草野大悟                                                                                     | 若本規夫   |
| チュン                   | ジョエル・グレイ             | 田村錦人                                                                                     |            |
| レイナー・フレミング少佐 | ケイト・マルグルー           | 弥永和子                                                                                     |            |
| ハロルド・スミス         | ウィルフォード・ブリムリー   | 宮川洋一                                                                                     |            |
| マクレリー               | J・A・プレストン             | 麦人                                                                                         |            |
| ジョージ・グローヴ       | チャールズ・シオフィ         | 小林修                                                                                       |            |
| スコット・ワトソン将軍   | ジョージ・コー               | 阪脩                                                                                         |            |
| ジム・ウィルソン         | マイケル・パタキ             | 小関一                                                                                       |            |
| ストーン                 | パトリック・キルパトリック   | 大塚明夫                                                                                     |            |
| コニーアイランドの客引き | ウィリアム・ヒッキー         | 千田光男                                                                                     |            |
| 救急車の運転手           | レジナルド・ヴェルジョンソン |                                                                                              |            |
| ザック                   | ジョン・ポリト               |                                                                                              |            |
| その他                   |                              | 大塚芳忠 秋元羊介 島田敏 大山高男 星野充昭 牛山茂 村松康雄 千田光男 鳳芳野 堀越真己 岡のりこ |            |
|                          |                              |                                                                                              |            |
| 演出                     |                              | 蕨南勝之                                                                                     |            |
| 翻訳                     |                              | たかしまちせこ                                                                               |            |
| 調整                     |                              | 荒井孝                                                                                       |            |
| 効果                     |                              | 東上別符精 リレーション                                                                      |            |
| 制作                     |                              | 東北新社                                                                                     |            |
| 解説                     |                              | 淀川長治                                                                                     |            |
| プロデューサー           |                              | 猪谷敬二                                                                                     |            |

- テレビ朝日版：初回放送1989年6月4日『日曜洋画劇場』※HDニューマスター版BDに収録。
- 機内上映版：1986年、JALにて上映[3]。

## 評価
- 第58回アカデミー賞メイクアップ&ヘアスタイリング賞ノミネート（カール・フラートン）
- 第43回ゴールデングローブ賞助演男優賞ノミネート（ジョエル・グレイ）
- 第13回サターンファンタジー映画賞・助演男優賞（ジョエル・グレイ）ノミネート[4]